# San Roque González de Santa Cruz
San Roque González de Santa Cruz – miasto w departamencie Paraguarí, w Paragwaju. Według danych na rok 2020 miasto zamieszkiwało 12240 osób, a gęstość zaludnienia wyniosła 52,05 os./km².

## Demografia
Ludność historyczna:
| Rok                         | 2000  | 2005  | 2010  | 2015  | 2020  |
| --------------------------- | ----- | ----- | ----- | ----- | ----- |
| Ludność                     | 11280 | 11542 | 11803 | 12100 | 12240 |
| Gęstość zaludnienia os./km² | 47,2  | 48,3  | 49,4  | 50,7  | 52,05 |

Ludność według grup wiekowych na rok 2020:
| Wiek                                | 0–9 lat | 10–19 lat | 20–29 lat | 30–39 lat | 40–49 lat | 50–59 lat | 60–69 lat | 70–79 lat | 80+ lat |
| ----------------------------------- | ------- | --------- | --------- | --------- | --------- | --------- | --------- | --------- | ------- |
| Liczba osób w danej grupie wiekowej | 2187    | 2222      | 2144      | 1888      | 1200      | 1080      | 898       | 522       | 280     |

Struktura płci na rok 2020:
| Płeć                         | Mężczyźni | Kobiety |
| ---------------------------- | --------- | ------- |
| Liczba osób w danej płci     | 6730      | 5690    |
| Liczba osób w danej płci w % | 54,2      | 45,8    |

## Infrastruktura

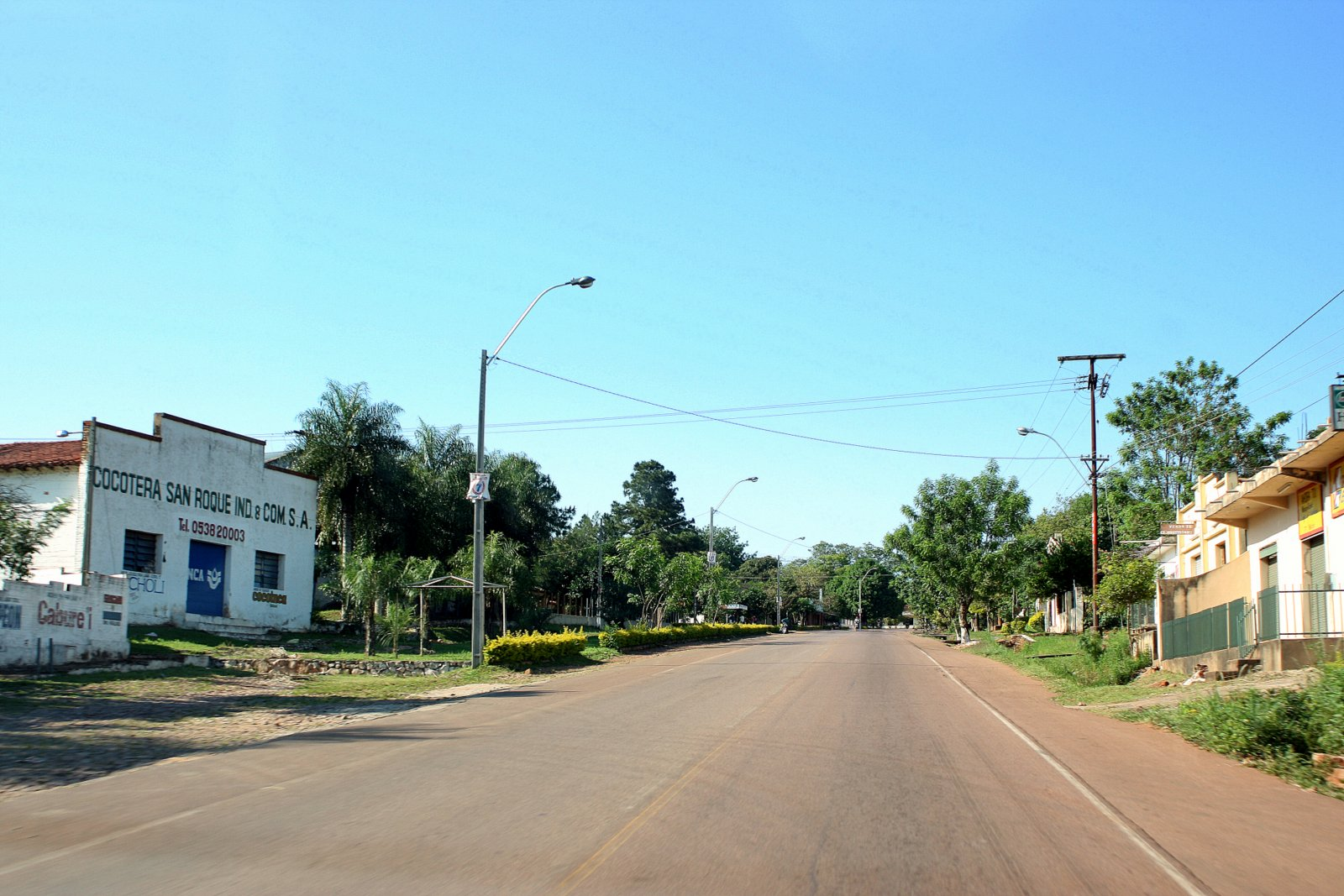
Dojazd do miasta drogą PY01

Głównym szlakiem komunikacyjnym jest droga krajowa nr PY01, która biegnie od stolicy kraju Asunción, przez Paraguarí, do San Roque González de Santa Cruz.